# Gisement de fer de Gogebic Range

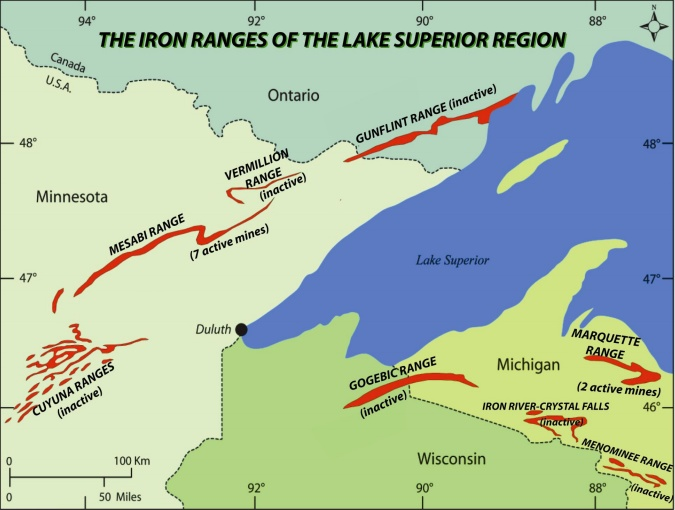
Chaînes de fer du Lac Supérieur

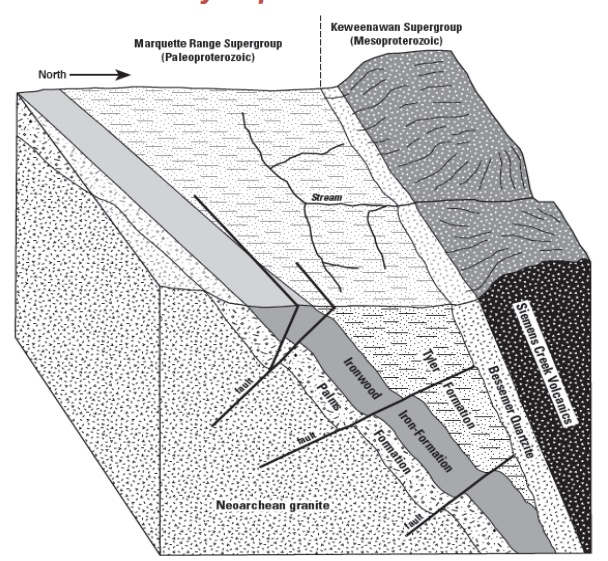
Géologie du Gogebic Range

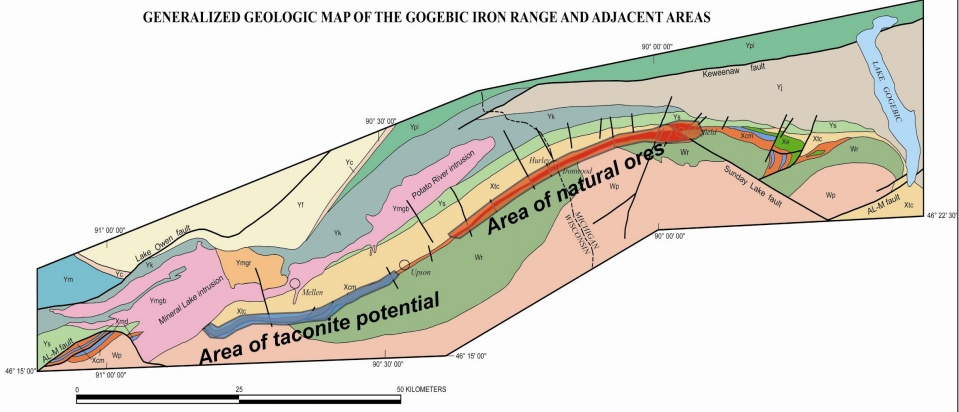
Carte géologique du Gogebic Range

Le gisement de fer de Gogebic Range est une zone allongée d'extraction du minerai de fer dans le nord du Michigan et du Wisconsin, qui s'étend du Lac Namakagon, dans le Wisconsin, en allant vers l'est, au Lac Gogebic, dans le Michigan, sur près de 80 km. Il est distinct de la chaîne de montagne américaine de l'Iron Range, autre gisement de fer important des États-Unis.
La zone du gisement de fer de Gogebic Range forme un croissant concave vers le sud-est, large de seulement un demi-mile. Elle comprend les communautés de Ironwood dans le Michigan, plus Mellen et Hurley dans le Wisconsin.
La région a connu un boom spéculatif au milieu des années 1880, puis des périodes de crise et d'expansion, qui se sont succédé de 1884 à 1967, après quoi la demande s'est déplacée vers d'autres gisements.

## Le boom du minerai de fer
La formation a été découverte en 1848, par le Dr A. Randall, près de Upson, Wisconsin. Le minerai a été extrait pour la première fois en 1883, à partir de la "Colby Mine", dans le Michigan:19,23,90–91,184.

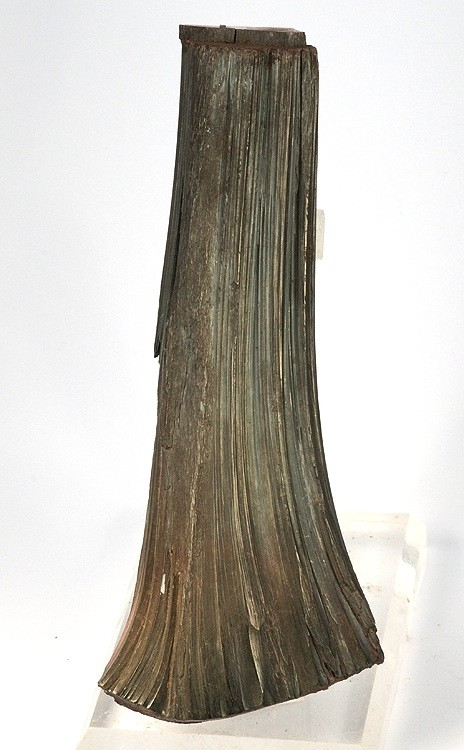
Vieux spécimen d'hématite en "tronc d'arbre" de la mine Montréal dans le Gogebic Range, taille 15,8x6,2x2,7 cm.

Le premier boom du Gogebic Range a lieu entre 1884 et 1886. La découverte du procédé Bessemer, technologie qui augmente le potentiel de son exploitation conduisit à une spéculation très forte, engouement qui n'a eu aucun équivalent dans le Michigan ou le Wisconsin. Des fortunes ont été faites puis perdues en un seul mois, ou même nuit.

Le 16 septembre 1886, le Chicago Tribune a rapporté : 
Des centaines de personnes arrivent tous les jours de toutes les régions du pays et les millionnaires sont faits par dizaines... Les forêts ont laissé la place à des camps miniers et des villes, et le plus déconcertant de la transformation a eu lieu. Dans les premiers jours d'extraction de l'or sur le versant Pacifique il n'y a aucune trace de quelque chose d'aussi extraordinaire que le Gogebic Range.

## XXesiècle
L'ouverture des mines de fer du Minnesota en 1884 après celles du Michigan a donné un second souffle à la sidérurgie américaine. En 1901, les deux bassins du Minnesota, avec les gisements de Vermilion et Mesabi, ont dépassé le rendement des fameuses mines du Michigan Marquette Menominee et surtout le gisement de Gogebic Range.
Pendant des décennies, ce fut aux États-Unis une des principales sources de fer. En 1930, l'exploitation minière déclina dans la zone. Les mines ont commencé une période de clôtures répétées des puits et l'économie nationale a souffert de la Grande Dépression. Le résultat a été la débâcle économique dans les collectivités de cette région.
Certaines mines ont continué à fonctionner dans les années 1960, mais le volume n'a jamais atteint le même niveau que dans les premières années du boom. Un événement marquant a été la dernière expédition de minerai de fer, en août 1967, à la ville de Granite City dans l'Illinois.

## XXIesiècle
Avec l'envol des prix des métaux sans précédent qui a caractérisé le début des années 2010, les entreprises ont à nouveau exploré les possibilités de l'exploitation minière dans le secteur pour extraire le reste des gisements, malgré la baisse de la qualité du minerai. En général, il n'était pas considéré comme rentable.
La région a largement récupéré des cicatrices laissées par le boom minier et a développé une industrie du tourisme, mettant en vedette des stations de ski et des cascades. La région comprend de vastes zones de terrain appartenant à l'état. Les activités de loisirs comme la pêche dans les rivières et les lacs, la randonnée, rivalisent d'attrait avec le motoneige et le vtt sur un réseau de sentiers construits sur les anciennes routes d'exploitation forestière.

Comté de Gogebic Range